# 엘린 클링아
엘린 클링아(Elin Klinga, 1969년 8월 13일 ~ )는 스웨덴의 배우이다. 배우 말린 에크의 딸이다.

## 출연 작품
- 블러디 보이즈 (2011)
- 지금 (2003)